# Sabal miamiensis
Sabal miamiensis là loài thực vật có hoa thuộc họ Arecaceae. Loài này được Zona miêu tả khoa học đầu tiên năm 1985.